# Michel Rocard
Michel Rocard (Courbevoie, 23 agosto 1930 – Parigi, 2 luglio 2016) è stato un funzionario e politico francese.
Militante socialista dal 1949, è stato candidato del Partito Socialista Unificato (PSU) alle elezioni presidenziali del 1969 dove ottiene il 3,6% dei voti, poi è stato eletto deputato per Yvelines. Si è iscritto al Partito Socialista (PS) nel 1974 ed è un rivale di François Mitterrand volendo essere il leader di una "seconda sinistra", riformista e anticomunista.
Ha servito come Primo ministro francese dal 1988 al 1991, a capo di un governo aperto sotto la presidenza di François Mitterrand. Successivamente è stato primo segretario del Partito Socialista (1993-1994), europarlamentare (1994-2009) e senatore per Yvelines (1995-1997). È stato ambasciatore responsabile dei negoziati internazionali per i poli artico e antartico dal 2009 fino alla sua morte.

## Biografia
Figlio di Yves Rocard, un grande scienziato, e di Renée Favre, è di religione calvinista. Entra nel movimento scout protestante, ottenendo ben presto la responsabilità di capo truppa. Studia alla facoltà di giurisprudenza della Sorbona, si diploma all'Institut Supérieur d'Etudes Politiques (Sciences-po), ed è ammesso all'Ecole Nationale d'Administration (ENA), uscendone nel 1958 fra i primi classificati e conseguendo la nomina a ispettore delle finanze (nel 1985 sarà promosso ispettore generale).

## Carriera politica

### Segretario del Partito Socialista Unificato
All'università aderisce alla SFIO, e diventa uno dei dirigenti della gioventù socialista.
Nel 1959, su incarico del delegato generale del governo a Algeri Paul Delouvrier, redige un rapporto durissimo sulla deportazione nei campi di raccolta e in condizioni durissime attuata dall'esercito francese di una parte della popolazione algerina. Il rapporto è diffuso in Francia metropolitana dalla stampa, provocando l'ira del Primo ministro Michel Debré e una viva reazione in parlamento. Nello stesso anno Rocard lascia la SFIO a causa dei dissensi con la linea colonialista di Guy Mollet, per aderire al Partito Socialista Autonomo (PSA), confluito nel 1960 nel Partito Socialista Unificato (PSU). È segretario nazionale del PSU dal 1967 al 1973.

### Candidato alle presidenziali del 1969
Si candida alle elezioni presidenziali del 1969 e ha il 3,6% dei voti. Nel 1974 rompe con il suo partito ed entra nel Partito Socialista (PS) che era stato rifondato nel 1971 da François Mitterrand. Decide di mantenere una posizione di assoluta indipendenza rispetto a quest'ultimo, allora primo segretario del partito, subendone di conseguenza l'ostracismo. Uscito da una formazione di estrema sinistra, Rocard entra nel PS aderendo all'ala moderata del partito, divenendo il portavoce della "deuxième gauche": una sinistra spesso di origine cristiana, favorevole al decentramento, consensuale, ostile all’invadenza dello Stato, più portata all'autonomia della società civile, e dunque in controtendenza rispetto alla linea di Mitterrand. Eletto deputato all'Assemblée nationale nel 1969, non rieletto nel 1973, nel novembre 1980 si vede costretto a ritirare la sua candidatura alle elezioni presidenziali per lasciare spazio a Mitterrand, che sarà eletto il 10 maggio 1981. È eletto deputato all'Assemblée nationale alle elezioni del 1981.

### Ministro con Mitterrand
Dal 22 maggio 1981 al 23 marzo 1983 è ministro per il Piano e per l'Organizzazione del territorio, con il rango di ministro di Stato, e dal 23 marzo 1983 è ministro dell'Agricoltura, nel governo di Pierre Mauroy e in quello di Laurent Fabius. Si dimette dal governo il 4 aprile 1985, per manifestare il suo dissenso nei confronti dell'introduzione del sistema proporzionale in occasione delle elezioni legislative del 1986. Alle elezioni presidenziali del 1988 rinuncia a presentarsi, giacché François Mitterrand si candida alla propria successione.

### Primo ministro

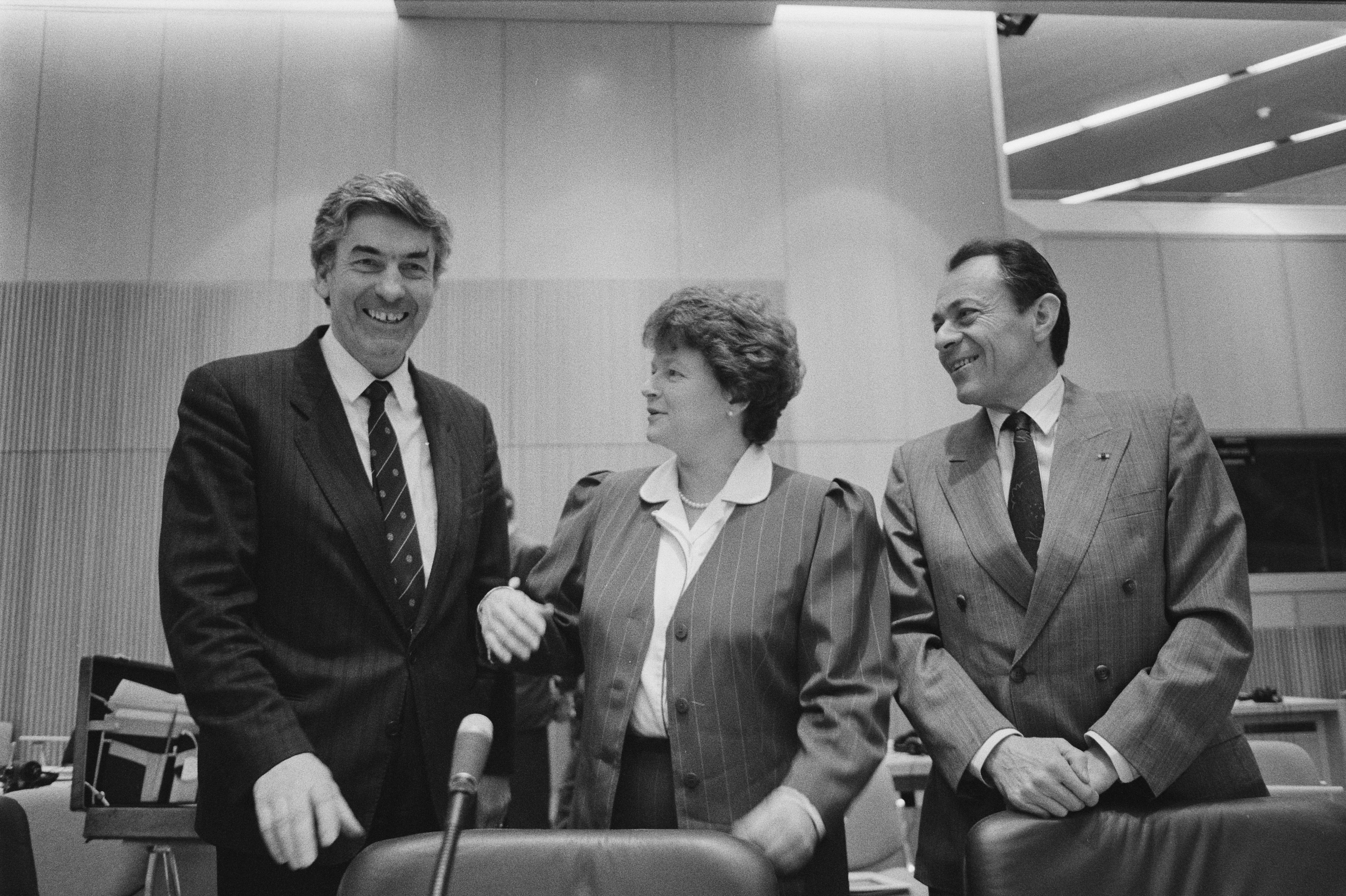
Michel Rocard (a destra) con il primo ministro olandese Ruud Lubbers (a sinistra) e il primo ministro norvegese Gro Harlem Brundtland (al centro), nel 1989.

Rieletto deputato alle elezioni legislative del 1988 che vedranno l'affermazione dello schieramento progressista, è nominato Primo ministro da François Mitterrand. La scelta di Rocard è un po' una sorpresa, tanto che lo stesso interessato subodora un'operazione machiavellica di Mitterrand per esporlo e "bruciarlo" nel giro di pochi mesi. Su invito del presidente della Repubblica, deve formare un governo di "apertura", composto solo per una metà da ministri del Partito Socialista. Gli altri membri del governo sono gli esponenti del Movimento dei Radicali di Sinistra (MRG, Mouvement des Radicaux de Gauche), alcuni elementi provenienti dai partiti centristi e un plotone di autorevoli personalità estranee alla politica come, ad esempio, l'alto magistrato Pierre Arpaillange, l'accademico Alain Decaux e il medico Léon Schwarzenberg.
Rocard resta in carica dal 12 maggio 1988 al 15 maggio 1991. Tra i principali atti del suo governo, gli accordi di Matignon che permettono il ritorno della pace nella Nuova Caledonia alle soglie della guerra civile, l'istituzione del contributo sociale generalizzato (CSG) e del reddito minimo d'inserimento (RMI).
Nel corso dei tre anni alla guida del governo riduce di un terzo il debito pubblico, portandolo da 135 a 90 miliardi di franchi.
Ma la coabitazione con Mitterrand si rivela ben presto insostenibile. Il 15 maggio 1991 Rocard è brutalmente sostituito con l'ex ministro Édith Cresson, personalità secondaria del partito socialista con la quale era entrato spesso in contrasto.

### Segretario del Partito Socialista
Alle elezioni legislative del 1993, che vedono una schiacciante affermazione dei partiti di centrodestra, non gli riesce di farsi rieleggere all'Assemblée nationale. Dopo le dimissioni del segretario Laurent Fabius a causa della sconfitta elettorale, è messo a capo del PS, divenendone in seguito segretario. Deve però dimettersi in seguito ai modesti risultati conseguiti alle elezioni europee del 1994 (14,49% dei voti), provocati anche dalla presenza di una lista radicale concorrente al PS guidata da Bernard Tapie e sostenuta sottobanco da François Mitterrand, che ha il 12,03%.

### Europarlamentare
Deputato europeo dal 1994 (rieletto nel 1999 e nel 2004). Presidente della commissione per lo sviluppo e la cooperazione (1997-1999), della commissione per l'occupazione e gli affari sociali (1999-2002) e della commissione per la cultura, la gioventù, l'istruzione, i mezzi d'informazione e lo sport (2002-2004) del Parlamento europeo. Senatore dal 1995 al 1997. Nel giugno 1997 è sul punto di diventare ministro degli esteri nel governo di coabitazione di Lionel Jospin, ma la sua nomina non va in porto a causa della parere contrario dello stesso primo ministro, che forse paventa l'instaurarsi di una pericolosa complicità tra Rocard e il presidente della Repubblica Jacques Chirac, suo ex collega di corso all'ENA.

### Presidenziali 2007
In un articolo sul quotidiano della sera Le Monde del 13 aprile 2007, Michel Rocard invita la candidata del PS Ségolène Royal a stringere, alla vigilia del primo turno, un'alleanza con il candidato centrista François Bayrou, allo scopo di battere Nicolas Sarkozy.
Il 30 giugno 2007, mentre si trova a Calcutta, è colpito da un'emorragia cerebrale, ma si rimette rapidamente. Il 26 luglio rilascia un'intervista a Paris Match dove rivela che nel marzo precedente, considerando Ségolène Royal votata all'insuccesso, ha inutilmente invitato la candidata del PS alla Presidenza della Repubblica a farsi da parte per candidarsi al suo posto.

### In parlamento: membro della commissione Pochard
Il 24 settembre 2007, è nominato dal ministro dell'Educazione Nazionale Xavier Darcos, con l'avallo del presidente della Repubblica Nicolas Sarkozy, membro della commissione Pochard sull'evoluzione della professione di insegnante. Da questa commissione si dimette il 31 gennaio 2008, a causa di alcune dichiarazioni pubblicate su Le Figaro di cui Rocard ha disconosciuto la paternità.

### Attività nel partito, ritiro dalla vita politica e nomina ad ambasciatore

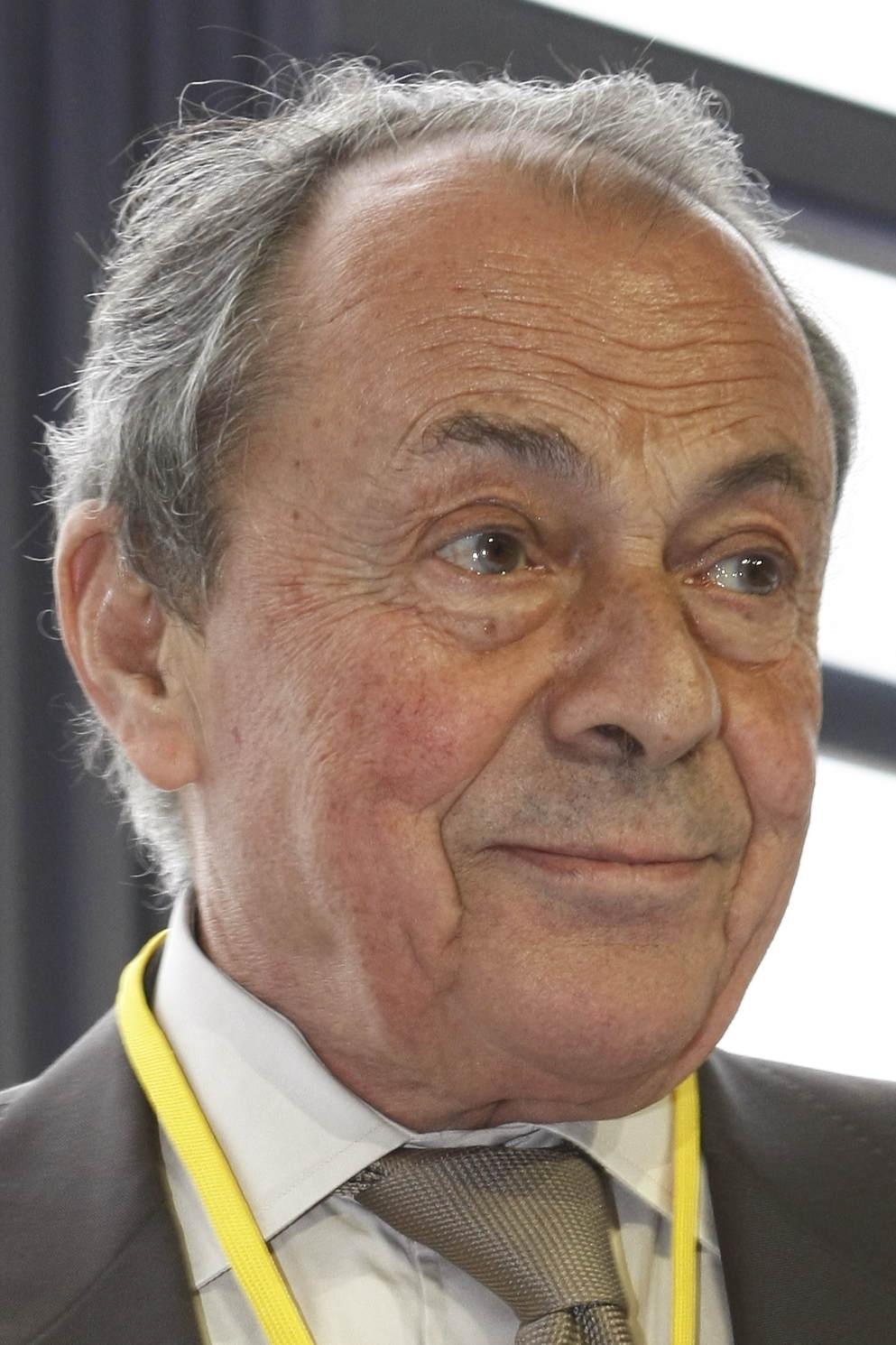
Michel Rocard nel 2008

Nel maggio 2008 si pronuncia a favore della candidatura di Bertrand Delanoë a primo segretario del PS, sostegno ribadito con un articolo apparso il 10 settembre sul quotidiano Le Monde firmato anche da altri esponenti della sua corrente. Il 14 gennaio 2009 annuncia le sue dimissioni dal Parlamento europeo. Il 19 marzo 2009 è nominato ambasciatore, con l'incarico dei negoziati internazionali per i poli artico e antartico.
Il 10 giugno 2009 gli è attribuito dal governo Fillon il mandato di presiedere un gruppo di esperti, con l'incarico di formulare delle proposte in merito all'introduzione di una tassa sul carbone (o contributo per il clima-energia). L'incarico termina con la consegna del rapporto il 28 luglio.
Il 26 agosto 2009 è nominato da Nicolas Sarkozy co-presidente di una commissione incaricata di studiare l'utilizzo dei mezzi finanziari che saranno raccolti con il prestito nazionale annunciato per il 2010 dal presidente della Repubblica. L'altro co-presidente è Alain Juppé.

## Malattia, morte e omaggio

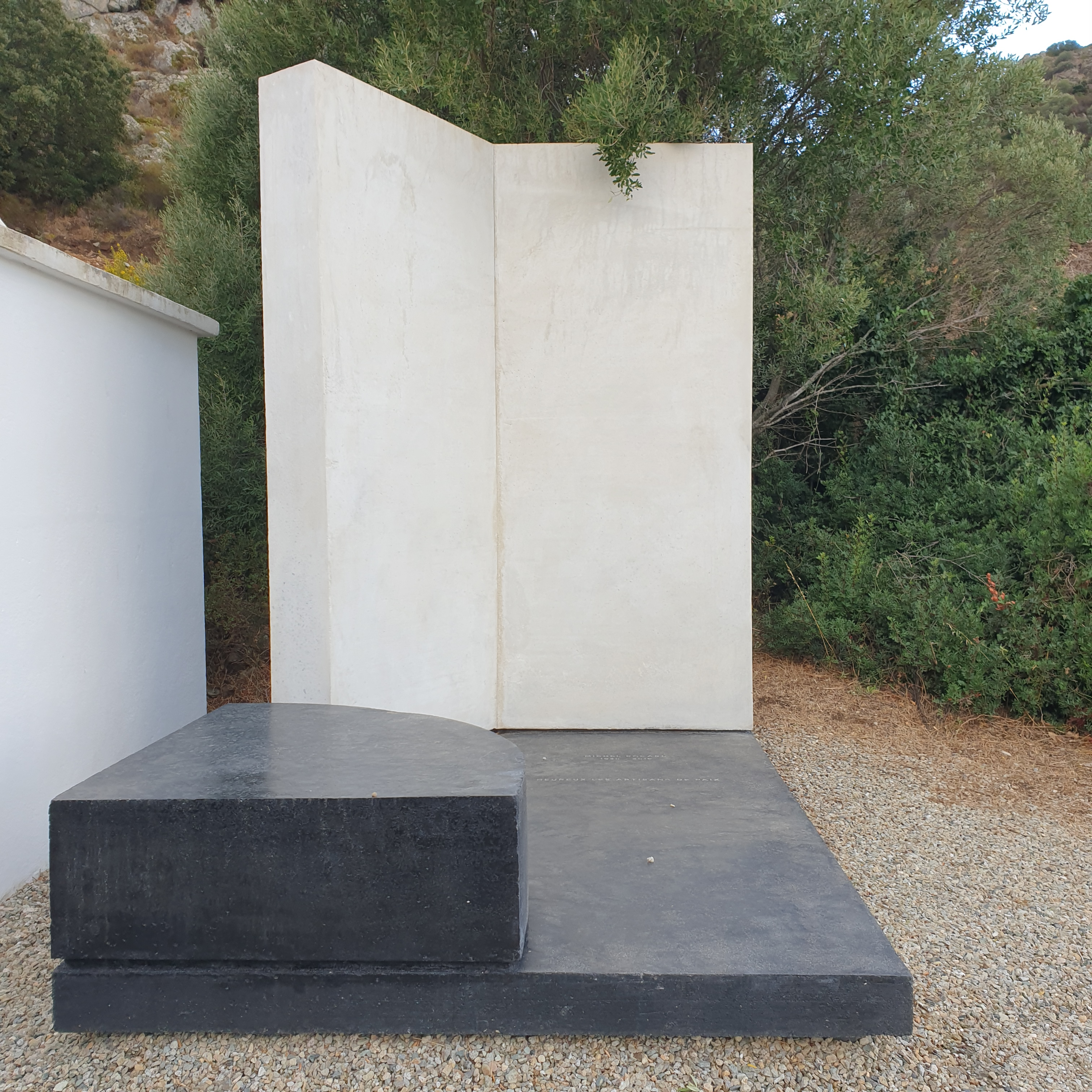
Tomba di Michel Rocard nel cimitero di Monticello (Balagna, Alta Corsica).

Michel Rocard ha subito un'emorragia cerebrale nel giugno 2007 in India, dove è stato sottoposto a un intervento chirurgico. È stato ricoverato in terapia intensiva in Svezia nel marzo 2012 a seguito di un infarto.
Grande fumatore di Gauloises senza filtro, è guarito dal cancro nel 2015, ma è morto a causa di questa malattia il 2 luglio 2016, all'ospedale Salpêtrière, all'età di 85 anni.. Dopo aver lasciato un testamento preciso sul triplice tributo voluto alla sua morte, ricevette una cerimonia nel tempio protestante dell'Étoile il 7 luglio. Lo stesso giorno, nel cortile d'onore degli Invalides, a Parigi, gli è stato reso un omaggio nazionale alla presenza del presidente della Repubblica, François Hollande. Infine, gli è stato reso un ultimo omaggio nella sede del Partito Socialista in rue de Solférino, dove ha preso la parola il primo ministro Manuel Valls. Fu cremato a Parigi e le sue ceneri furono sepolte, secondo le sue ultime volontà, a Monticello nell'Alta Corsica.

## Vita privata
Michel Rocard fu sposato tre volte. Uno dei suoi figli di primo letto, Francis, è un noto astrofisico.